# Rhopalostroma indicum
Rhopalostroma indicum är en svampart som beskrevs av D. Hawksw. & Muthappa 1977. Rhopalostroma indicum ingår i släktet Rhopalostroma och familjen kolkärnsvampar.   Inga underarter finns listade i Catalogue of Life.